# Elsnigk
Elsnigk ist ein Ortsteil der gleichnamigen Ortschaft der Gemeinde Osternienburger Land im Landkreis Anhalt-Bitterfeld in Sachsen-Anhalt, (Deutschland).

## Geografie
Elsnigk liegt zwischen Dessau-Roßlau und Köthen (Anhalt) am Rande des Biosphärenreservates Flusslandschaft Mittlere Elbe.
Die Ortschaft Elsnigk bildet sich durch die Ortsteile Elsnigk und Würflau.

## Geschichte
Elsnigk wurde erstmals im Jahr 1349 urkundlich erwähnt.
Am 1. Januar 2010 schlossen sich die bis dahin selbstständigen Gemeinden Elsnigk, Chörau, Diebzig, Dornbock, Drosa, Zabitz, Großpaschleben, Kleinpaschleben, Libbesdorf, Rosefeld, Micheln, Osternienburg, Reppichau, Trinum und Wulfen zur Einheitsgemeinde Osternienburger Land zusammen. Gleichzeitig wurde die Verwaltungsgemeinschaft Osternienburg, zu der diese Gemeinden gehörten, aufgelöst.

### Gedenkstätten
- Grabstätten auf dem Ortsfriedhof für sechs sowjetische Kriegsgefangene, die während des Zweiten Weltkrieges in der Zuckerfabrik Elsnigk Zwangsarbeit verrichten mussten und 1941 an den katastrophalen Lebensbedingungen starben.

## Politik

### Ortschaftsrat
Als Ortschaft der Einheitsgemeinde Osternienburger Land übernimmt ein so genannter Ortschaftsrat die Wahrnehmung der speziellen Interessen des Ortes innerhalb bzw. gegenüber den Gemeindegremien. Er wird aus fünf Mitgliedern gebildet.

### Bürgermeister
Als weiteres ortsgebundenes Organ fungiert der Ortsbürgermeister, dieses Amt wird zurzeit von Olaf Stork wahrgenommen.

### Wappen
Das Wappen wurde am 20. Oktober 2009 durch den Landkreis genehmigt.
Blasonierung: „In Blau auf goldenem Schildfuß ein schwarz gefugter silberner Schornstein zwischen vorn einem goldenen Erlenzweig mit je drei Blättern und Blüten und hinten zwei goldenen Ähren mit Halmblättern, der Schildfuß belegt mit einem schwarzen Bergmannsgezähe.“
Auf Empfehlung des Heimatvereins Elsnigk e. V. beschloss der Gemeinderat folgende Symbole in das Wappen aufzunehmen: Einen Erlenzweig – in Anlehnung an den Ortsnamen. Schornstein – erinnert an das langjährige Wahrzeichen von Elsnigk, den Schornstein der ehemaligen Zuckerfabrik. Ähren – als Bezug zur Landwirtschaft und Schlägel und Eisen – in Verbindung zum Bergbau. Als Tinkturen wurden Gold und Blau gewählt, wobei Blau das Wasser reflektiert, denn durch den Braunkohlentiefbau sind in der Umgebung der Gemeinde viele Teiche und kleine Seen entstanden.
Das Wappen wurde vom Kommunalheraldiker Jörg Mantzsch gestaltet und ins Genehmigungsverfahren geführt.
Die Farben der ehemaligen Gemeinde sind: Gold (Gelb) – Blau.

### Flagge
Die Flagge ist gelb - blau (1:1) gestreift (Querform: Streifen waagerecht verlaufend, Längsform: Streifen senkrecht verlaufend) und mittig mit dem Wappen belegt.

### Partnerschaften
Partnerschaften werden mit der französischen Gemeinde Tosiatt und Hackenheim aus Rheinland-Pfalz gepflegt.

## Verkehr
Südlich von Elsnigk führt die Bundesstraße 185 von Bernburg (Saale) über Köthen nach Dessau vorbei.
Elsnigk hat einen Bahnhof an der Bahnstrecke Dessau–Köthen.
Durch den Ort verläuft der Europaradweg R1, der das französische Boulogne-sur-Mer mit Sankt Petersburg in Russland verbindet. Auf derselben Routenführung verläuft auf diesem Abschnitt ebenfalls der Radweg Deutsche Einheit sowie der D11.